# Apatania biwaensis
Apatania biwaensis är en nattsländeart som beskrevs av Nishimoto 1994. Apatania biwaensis ingår i släktet Apatania och familjen Apataniidae. Inga underarter finns listade i Catalogue of Life.